# تی‌بی‌اس
تی‌بی‌اس (انگلیسی: TBS) یک شبکه تلویزیونی آمریکایی زیرمجموعه ترنر برادکستینگ سیستم و شبکه خواهر سی‌ان‌ان است. این شبکه برنامه‌های موفقی چون کونان، فضای نهایی و بابای آمریکایی را تهیه و پخش نموده‌است. تی‌بی‌اس در سال ۱۹۶۷ به عنوان یک شبکه محلی در آتلانتا در ایالت جورجیا شروع به کار کرد و به مرور تبدیل به یک شبکه سراسری شد.